# 惟宗忠康
惟宗 忠康（これむね の ただやす）は、平安時代後期の摂関家（藤原北家）に仕えた京侍。秦氏の一族。父は忠友（八文字民部太夫）、子に忠広（上総前司）、忠久（豊後守）、忠季（兵衛尉）。橋口右衛門尉。
島津氏の祖である忠久の父とする説があり、忠久の母の丹後局が忠康の一族の惟宗広言の妻になった縁により、忠久・忠季も広言の養子となったものとする説がある。　

## 系図
具瞻（従五位下陰陽頭）― 正邦（従五位下陰陽頭）― 考親（従五位下能登守）― 考言（従四位下伊賀守掃部介）― 忠方（紀中納言若狭守）― 友国（宗大納言従二位兵庫太夫）― 国広（筑前守）― 忠友（八文字民部太夫）― 忠康（橋口右衛門尉）― 忠久（豊後守）
具瞻以前は未詳。〔醍醐天皇後裔説〕
友国＝知国（号宗大納言九郎・三條院御子也）、忠友（本ハ友重,平家御代之時島津院地頭職）、忠康（号島津右衛門尉）、忠久（島津判官得佛使太夫輔）。
（国分氏・市来氏系図より）